# ヴェル・ノール布施
ヴェル・ノール布施（ヴェル・ノールふせ、Vellenord Fuse）は、大阪府東大阪市長堂1丁目8-37にある複合商業施設。

## 概要
布施駅北側の再開発事業で建設された再開発ビルで、地下2階建て、地上18階建て。地下1階から5階までが商業施設である。上階は集合住宅となっている。
1996年（平成8年）3月1日に商業エリアの核店舗としてファッションビル業態の布施ビブレが開業した。布施ビブレはファッションビルでありながら、地下1階に食品売場を構えていた。
布施ビブレは2008年（平成20年）3月28日に生活百貨店業態の布施駅前サティに業態転換した。なお、布施駅前サティへの業態転換に先立って近隣地に所在していた布施サティ（旧・ニチイ布施店）が同年の3月20日をもって閉店しているため、事実上の店舗統合となった。
2011年（平成23年）3月1日に運営会社のマイカルがイオンリテールと合併し、サティの店舗ブランドが廃止されたため、布施駅前サティはイオン布施駅前店に改名した。

## 歴史
- 1996年（平成8年）
  - 2月 - 竣工。
  - 3月1日 - 商業区画の核店舗として布施ビブレが開業。
- 2008年（平成20年）3月28日 - 布施ビブレが布施駅前サティに業態転換。
- 2011年（平成23年）3月1日 - 布施駅前サティがイオン布施駅前店に改名。
- 2016年（平成28年）2月 - 竣工20周年。

## 主なテナント
- イオン布施駅前店（総合スーパー）
- ダイソー（100円ショップ）
- メガネの愛眼（眼鏡店）

### かつて存在したテナント
- ピーチクラブ（雑貨）- 令和5年11月中旬をもって閉店[7]。

## フロア構成
| 階         | フロア概要                 |
| 6階 - 18階 | 集合住宅                   |
| 5階        | 行政施設・オフィスなど     |
| 4階        | ダイソー・ハローワークなど |
| 3階        | 紳士服・子供服・玩具・文具 |
| 2階        | 婦人服・靴                 |
| 1階        | 化粧品・生活用品           |
| 地下1階    | 食品売場                   |
| 地下2階    | 地下駐車場                 |

商業エリア内にはエレベーターが2箇所、エスカレーターが2箇所設置されている。商業エリア用のエレベーターと集合住宅用のエレベーターは分けられている。
6階には集合住宅の住民専用の駐輪場が設置されている。

## 周辺の交通機関
最寄駅は近鉄布施駅で、バス路線では至近距離に布施駅前、徒歩圏内に布施駅南口バス停がある。
最寄りのインターチェンジは阪神高速道路13号東大阪線の高井田出入口である。